# نفقات ضريبية
برنامج النفقات الضريبية أو الإنفاق الضريبي (بالإنجليزية: tax expenditure)‏ هو الإنفاق الحكومي من خلال قانون الضرائب. تُغيّر النفقات الضريبية الأسهم الأفقية والرأسية للنظام الضريبي الأساسي عن طريق السماح بإعفاءات، أو خصومات، أو أرصدة لمجموعات مُختارة أو أنشطة محددة. فعلى سبيل المثال؛ يمكن أن يكون لشخصين يكسبان نفس الدخل بالضبط معدلات ضريبية فعلية مختلفة إذا كان أحد دافعي الضرائب مؤهل للحصول على بعض برامج الإنفاق الضريبي الحكومي مثل امتلاك منزل، وإنجاب الأطفال، وتأمين الرعاية الصحية، والراتب التقاعدي.

## تاريخ الإنفاق الضريبي
في عام (1967)، أنشأ ستانلي س. ساري، مساعد وزير الخزانة الأمريكي السابق، مفهوم الإنفاق الضريبي كوسيلة لتمثيل الاستخدام السياسي للإعفاءات الضريبية كذرائع والتي عادة ما تُحقق من خلال الإنفاق من الميزانية. وجادل مساعد وزير الخزانة ساري بأن أعضاء الكونغرس كانوا يستخدمون السياسة الضريبية كجهاز دعم هائل لمكافأة الدوائر الانتخابية المفضلة أو دعم مجالات سياسية ضيقة. ويُعرّف قانون الموازنة والتكليف في الكونغرس لعام (1974) النفقات الضريبية بأنها: «خسائر في الإيرادات الحكومية والتي تُعزى إلى قوانين الضرائب الفيدرالية والبنود التي تسمح بالإعفاء، أو معدل (نسبة) تفضيلي للضريبة، أو تأجيل الالتزام الضريبي» (Surrey 1985)، حيث أنها شائعة بالتساوي في البلدان الأخرى.

## نهج الإنفاق الضريبي
تقوم لجنة الكونغرس المشتركة للضرائب (عُرفت فيما بعد باسم جاي سي تي) سنويًا بتقدير النفقات الضريبية من حيث الخسائر في الإيرادات للخزانة الأمريكية عن كل بند من بنود الضرائب الخاصة المدرجة في قانون الضرائب الأمريكي. في عام (2009)؛ أدرجت لجنة الكونغرس المشتركة للضرائب أكثر من (180) برنامجًا للإنفاق الضريبي رفدت الحكومة الأمريكية بأكثر من (1) تريليون دولار من العائدات والتي تتغير مع مستوى النشاط الاقتصادي. يتمتع دافعو الضرائب الذين يملكون منازلهم بنفقات ضريبية كبيرة ويمكنهم خصم الفائدة عن دفعات الرهن العقاري الخاص بهم. ونظرًا لأن النفقات الضريبية تتم المطالبة بها مقابل قانون الضريبة التصاعدية؛ فإن برامج الإنفاق الضريبي الفردية تُصبح ذات قيمة مالية أكبر لدافعي الضرائب الأكثر ثراءً. تستهدف غالبية برامج الإنفاق الضريبي مجال الخدمات، والدخل، والإعانات الاجتماعية الخاصة، وتقع إدارة النفقات الضريبية على عاتق دائرة الإيرادات الداخلية ولا تُحتسب من ضمن البرامج المُستهدفة.

## سياسة الإنفاق الضريبي
تعتبر النفقات الضريبية نفقات «خارج الميزانية» حسب معظم الاقتصاديين وخبراء الميزانية. النفقات الضريبية أسهل في تمريرها عبر الكونغرس من الزيادات في الإنفاق المخصص. يُنظر إلى النفقات الضريبية على أنها حوافز وعلاوات مجانية، عندما يُنظر إلى المنح الحكومية على أنها هبات. وعلى عكس الإنفاق المباشر، يجب ألا يمر الإنفاق الضريبي إلا من خلال لجنتين؛ لجنة الموازنة الأمريكية، واللجنة المالية في مجلس الشيوخ الأمريكي. ولا تُطرح برامج الإنفاق الضريبي للمراجعة السنوية بمجرد إدخالها في قانون الضرائب؛ ولا يمكن إزالتها إلا من خلال التشريعات الضريبية.
برامج الإنفاق الضريبي هي شكل من أشكال الإنفاق المستحق، حيث يمكن لكل دافع ضرائب مؤهل المطالبة بأموال حكومية. أظهر بروفيسور العلوم السياسية كريستوفر فاريسي (2011) أنه عندما تُحتسب النفقات الضريبية كنوع من الإنفاق الحكومي؛ لا يمكن تمييز الأحزاب الديمقراطية والجمهورية في التغييرات السنوية التي تطرأ على الإنفاق الحكومي الفيدرالي، ووجدت هذه الدراسة أيضًا أن الجمهوريين هم أكثر ميلًا لزيادة النفقات الضريبية عندما يصلون لسُدة الحكم، وبالتالي دعم أنشطة الشركات والأثرياء. ويُظهر جاكوب هاكر (2002) أن الدعم الفيدرالي للتأمين الصحي الخاص قد نما على مر السنين وجعل جهود الرعاية الصحية المؤممة أكثر صعوبة. ووجد إليس وفارسي (2011) أنه عندما ترتفع النفقات الضريبية؛ يعدل الرأي العام ويصبح أكثر ليبرالية لمواجهة السياسات المحافظة.

## تأثير الإنفاق الضريبي
يرتبط الإعفاء الجزئي للفقراء من الضرائب بسهولة التنقل «الاجتماعي – الاقتصادي» في الولايات المتحدة. وتُظهر مناطق تثقل كاهل الفقراء بالضرائب مثل مناطق أقصى الجنوب؛ قدرةً أقل على التنقل من أولئك الذين يتلقون نفقات ضريبية سخية كونهم من الأسر ذات الدخل المنخفض التي لديها أطفال. ويتمثل الإعفاء الجزئي للفقراء من خلال الاعتماد على ضرائب الدخل التصاعدية بدلًا من ضرائب المبيعات على الإيرادات أو التخفيضات الضريبية مثل الدخل المكتسب.

### حجم الإنفاق الضريبي في الولايات المتحدة
قدّر تقرير مكتب الميزانية التابع للكونغرس لعام (2016) أنه من المتوقع أن يصل إجمالي نفقات الضرائب في الولايات المتحدة إلى (1.5) تريليون دولار في عام (2016)، وللمقارنة؛ كان من المتوقع أن تبلغ إيرادات الضرائب الفيدرالية الأمريكية (3.3) تريليون دولار في ذلك العام. وقدر مكتب الميزانية التابع للكونغرس أيضًا حجم النفقات الضريبية الرئيسية على إيرادات الضرائب الفيدرالية كنسبة متوسطة سنوية من الناتج المحلي الإجمالي لفترات من (2016-2026). واشتملت على:
- الاستثناءات من الدخل: التأمين الصحي للموظفين (1.5% من إجمالي الناتج المحلي) ومساهمات التقاعد (1.2% من إجمالي الناتج المحلي).
- الاقتطاعات من الدخل: ضرائب الدولة والضرائب المحلية (0.6% من إجمالي الناتج المحلي) وفائدة الرهن (0.6% من إجمالي الناتج المحلي).
- معدلات الضريبة التفضيلية (المخفّضة): الأرباح العائدة من بيع أصول رأس المال، توزيعات أرباح الأسهم (0.6% من إجمالي الناتج المحلي).
- الإعفاءات الضريبية: ضريبة الدخل المكتسب (0.3% من إجمالي الناتج المحلي).

وتوقع مكتب الميزانية التابع للكونغرس أن يبلغ متوسط أكبر (10) نفقات ضريبية (6.2%) من الناتج المحلي الإجمالي سنويًا خلال الفترة من (2016-2026). وللمقارنة؛ بلغ متوسط إيرادات الضرائب الفيدرالية حوالي (18%) من الناتج المحلي الإجمالي في الفترة (1970-2016). وفي حين أن مكتب الميزانية التابع للكونغرس لا يراعي تحليل التغيرات السلوكية التي قد تحدث إذا تغيّرت السياسات الضريبية؛ وبالتالي فإن وقْع الإيرادات الفعلي سيختلف عن القيم المشار إليها.

### توزيع الفوائد في الولايات المتحدة
وفقًا لمركز أولويات الميزانية والسياسة، فإن ذوي الدخل المرتفع ينتفعون من النفقات الضريبية بشكل غير متناسب مع دخلهم. وقدّر مركز أولويات الميزانية والسياسة أن أعلى (1%) من الأسر دخلًا في الولايات المتحدة تلقت حوالي (17%) من مزايا الإنفاق الضريبي في عام (2013)، بينما حصلت أعلى (20%) على (51%). يدفع أعلى (20%) نحو (84%) من ضرائب الدخل الفيدرالية، ولا يشمل هذا الرقم الضرائب على الرواتب. وللمقارنة؛ فإن (50%) من النفقات الضريبية البالغة (1.5) تريليون دولار في عام (2016) تبلغ (750) مليار دولار، بينما بلغ عجز الموازنة الأمريكية حوالي (600) مليار دولار. وبعبارة أخرى؛ فإن إقصاء النفقات الضريبية عن الـ(20%) فقط قد يوازن الميزانية نظريًا على المدى القصير، على الرغم من أن الآثار الاقتصادية الناتجة عن التغيير في الحوافز قد تقلل من التأثير على العجز.
وأورد مكتب الميزانية التابع للكونغرس في يناير (2016): «يتم توزيع النفقات الضريبية بشكل متفاوت حسب الدخل. وعندما تقاس الجملة السابقة بالدولار؛ فإن الكثير من النفقات الضريبية تذهب إلى الأسر ذات الدخل المرتفع أكثر من الأسر ذات الدخل المنخفض. وكنسبة مئوية من الدخل؛ يكون الإنفاق الضريبي أكبر بالنسبة للأسر ذات الدخل الأعلى والأقل من الأسر متوسطة الدخل».